# 253-я стрелковая дивизия (3-го формирования)
253-я стрелковая дивизия — воинское соединение Вооружённых Сил СССР в Великой Отечественной войне.

## История
Формировалась с лета 1942 года в Чапаевске под Куйбышевым.
В составе действующей армии с 31 октября 1942 по 12 мая 1943, с 25 августа 1943 по 3 декабря 1943, с 15 декабря 1943 по 12 марта 1944 и с 18 апреля 1944 по 11 мая 1945 года.
Поступила в действующую армию (на Северо-Западный фронт) 31.10.1942. В этот период дивизия действовала в составе 11-й армии в районе Демянского плацдарма в Новгородской области, и оставалась здесь до 12 мая 1943 года (с февраля по май 1943 года — в составе 27-й армии), когда была выведена в резерв Ставки Верховного Главнокомандования (в 52-ю армию). С 25 августа 1943 года — вновь в действующей армии на Воронежском фронте (с октября 1943 — 1-й Украинский фронт). В этот период участвовала в Битве за Днепр. Захватила в ночь с 23 на 24 сентября 1943 г. один из первых плацдармов на правом берегу Днепра в Букринской излучине в районе деревни Ходоров.
3 декабря 1943 года вновь выведена в резерв Ставки и переброшена на Белорусский фронт (позже — 1-й Белорусский фронт) (в действующей армии — с 15 декабря 1943 года). С 12 марта 1944 года — в резерве Ставки (3-я гвардейская армия), в действующей армии — с 18 апреля 1944 года, вновь на 1-м Украинском фронте (с остальными силами армии).
Указом Президиума Верховного Совета СССР от 9 августа 1944 года за образцовое выполнение заданий командования в боях с немецкими захватчиками при прорыве обороны немцев на Львовском направлении, проявленные при этом доблесть и мужество награждена Орденом Красного Знамени.
В составе этой армии и фронта действовала до конца войны. Дивизия расформирована директивой Ставки № 11096 от 29 мая 1945 года.

## Полное название
253-я стрелковая Калинковичская Краснознамённая орденов Суворова и Кутузова дивизия

## Состав
- 979-й стрелковый Одерский ордена Александра Невского полк
- 981-й стрелковый полк
- 983-й стрелковый полк
- 808-й артиллерийский полк
- 327-й отдельный истребительно-противотанковый дивизион
- 540-й отдельный зенитный артиллерийский дивизион
- 346-я отдельная разведывательная рота
- 551-й отдельный сапёрный батальон
- 193-й отдельный пулеметный батальон
- 627-й отдельный батальон связи (211-я отдельная рота связи)
- 330-й медико-санитарный батальон
- 292-я отдельная рота химической защиты
- 521-я автотранспортная рота
- 369-я (363-я) полевая хлебопекарня
- 89-й дивизионный ветеринарный лазарет
- 44129-я (2036-я) полевая почтовая станция
- 1180-я полевая касса Госбанка

## Подчинение
| Дата            | Фронт (округ)             | Армия                 | Корпус                  | Примечания |
| --------------- | ------------------------- | --------------------- | ----------------------- | ---------- |
| 01.09.1942 года | Приволжский военный округ | -                     | -                       | -          |
| 01.10.1942 года | Резерв Ставки ВГК         | 4-я резервная армия   | -                       | -          |
| 01.11.1942 года | Северо-Западный фронт     | -                     | -                       | -          |
| 01.12.1942 года | Северо-Западный фронт     | 11-я армия            | -                       | -          |
| 01.01.1943 года | Северо-Западный фронт     | 11-я армия            | -                       | -          |
| 01.02.1943 года | Северо-Западный фронт     | 27-я армия            | -                       | -          |
| 01.03.1943 года | Северо-Западный фронт     | 27-я армия            | -                       | -          |
| 01.04.1943 года | Северо-Западный фронт     | 27-я армия            | -                       | -          |
| 01.05.1943 года | Северо-Западный фронт     | 34-я армия            | -                       | -          |
| 01.06.1943 года | Резерв Ставки ВГК         | 52-я армия            | -                       | -          |
| 01.07.1943 года | Резерв Ставки ВГК         | 52-я армия            | -                       | -          |
| 01.08.1943 года | Резерв Ставки ВГК         | 52-я армия            | -                       | -          |
| 01.09.1943 года | Воронежский фронт         | 40-я армия            | 47-й стрелковый корпус  | -          |
| 01.10.1943 года | Воронежский фронт         | 40-я армия            | 47-й стрелковый корпус  | -          |
| 01.11.1943 года | 1-й Украинский фронт      | 40-я армия            | 47-й стрелковый корпус  | -          |
| 01.12.1943 года | 1-й Украинский фронт      | -                     | -                       | -          |
| 01.01.1944 года | Белорусский фронт         | 65-я армия            | 105-й стрелковый корпус | -          |
| 01.02.1944 года | Белорусский фронт         | 65-я армия            | 105-й стрелковый корпус | -          |
| 01.03.1944 года | 1-й Белорусский фронт     | 65-я армия            | 105-й стрелковый корпус | -          |
| 01.04.1944 года | Резерв Ставки ВГК         | 3-я гвардейская армия | 21-й стрелковый корпус  | -          |
| 01.05.1944 года | 1-й Украинский фронт      | 3-я гвардейская армия | 21-й стрелковый корпус  | -          |
| 01.06.1944 года | 1-й Украинский фронт      | 3-я гвардейская армия | 21-й стрелковый корпус  | -          |
| 01.07.1944 года | 1-й Украинский фронт      | 3-я гвардейская армия | 21-й стрелковый корпус  | -          |
| 01.08.1944 года | 1-й Украинский фронт      | 3-я гвардейская армия | 21-й стрелковый корпус  | -          |
| 01.09.1944 года | 1-й Украинский фронт      | 3-я гвардейская армия | 21-й стрелковый корпус  | -          |
| 01.10.1944 года | 1-й Украинский фронт      | 3-я гвардейская армия | 21-й стрелковый корпус  | -          |
| 01.11.1944 года | 1-й Украинский фронт      | 3-я гвардейская армия | 21-й стрелковый корпус  | -          |
| 01.12.1944 года | 1-й Украинский фронт      | 3-я гвардейская армия | 21-й стрелковый корпус  | -          |
| 01.01.1945 года | 1-й Украинский фронт      | 3-я гвардейская армия | 21-й стрелковый корпус  | -          |
| 01.02.1945 года | 1-й Украинский фронт      | 3-я гвардейская армия | 21-й стрелковый корпус  | -          |
| 01.03.1945 года | 1-й Украинский фронт      | 3-я гвардейская армия | 21-й стрелковый корпус  | -          |
| 01.04.1945 года | 1-й Украинский фронт      | 3-я гвардейская армия | 21-й стрелковый корпус  | -          |
| 01.05.1945 года | 1-й Украинский фронт      | 3-я гвардейская армия | 21-й стрелковый корпус  | -          |

## Командование

### Командиры
- Розанов, Анатолий Николаевич (05.08.1942 — 20.12.1942), генерал-майор;
- Штыков, Серафим Григорьевич (21.12.1942 — 30.12.1942), генерал-майор;
- Воронин, Георгий Григорьевич (31.12.1942 — 17.01.1943), полковник;
- Клешнин, Михаил Никитич (17.01.1943 ― 18.01.1943), генерал-майор, ВРИД
- Петров, Иван Петрович (18.01.1943 — 27.02.1943), полковник;
- Бедин, Ефим Васильевич (27.02.1943 — 04.10.1943), генерал-майор;
- Щербаков, Григорий Фёдорович (05.10.1943 — 06.10.1943), полковник;
- Бедин, Ефим Васильевич (07.10.1943 — 10.11.1943), генерал-майор;
- Филатов, Александр Евстигнеевич (11.11.1943 — 23.05.1944), полковник;
- Кантария, Иван Георгиевич (24.05.1944 — 18.09.1944), полковник;
- Эпин, Ефим Павлович (20.09.1944 — 20.02.1945), полковник;
- Еригов, Вадим Артемьевич (21.02.1945 — 24.02.1945), полковник;
- Насибулин, Халим (25.02.1945 — 02.03.1945), полковник;
- Василенко, Емельян Иванович (03.03.1945 — 12.04.1945), генерал-майор;
- Эпин, Ефим Павлович (13.04.1945 — 11.05.1945), полковник.

### Заместители командира
- Морозов, Василий Лаврентьевич (??.02.1944 — 28.04.1944), полковник

## Награды и наименования
| Награда (наименование)                 | Дата                | За что награждена |
| -------------------------------------- | ------------------- | --- |
| почетное наименование «Калинковичская» | 15 января 1944 года | присвоено приказом Верховного Главнокомандующего № 07 от 15 января 1944 года за отличие в боях за освобождение города Калинковичи |
| Орден Красного Знамени                 | 9 августа 1944 года | награждена указом Президиума Верховного Совета СССР от 9 августа 1944 года за образцовое выполнение заданий командования в боях с немецкими захватчиками при прорыве обороны немцев на Львовском направлении, проявленные при этом доблесть и мужество.                                        |
| Орден Кутузова II степени              | 5 апреля 1945 года  | награждена указом Президиума Верховного Совета СССР от 5 апреля 1945 года за образцовое выполнение заданий командования в боях с немецкими захватчиками при овладении городами Нейштедтель, Нейзальц, Фрейштадт, Шпроттау, Гольдберг,Яуер, Штригау и проявленные при этом доблесть и мужество. |
| Орден Суворова II степени              | 4 июня 1945 года    | награждена указом Президиума Верховного Совета СССР 4 июня 1945 года за образцовое выполнение заданий командования в боях с немецкими захватчиками при ликвидации группы немецких войск, окружённой юго-восточнее Берлина и проявленные при этом доблесть и мужество.                          |

Награды частей дивизии:
- 979-й стрелковый Одерский ордена Александра Невского[7] полк
- 981-й стрелковый орденов Александра Невского[8] и Красной Звезды[7] полк
- 983-й стрелковый орденов Богдана Хмельницкого[7] (II степени) и Александра Невского[8] полк
- 808-й артиллерийский Одерский ордена Богдана Хмельницкого[7] (II степени) полк
- 327-й отдельный истребительно-противотанковый ордена Красной Звезды[8] дивизион

## Отличившиеся воины
Герои Советского Союза:
- Бедин, Ефим Васильевич, генерал-майор, командир дивизии.
- Воробьёв, Николай Николаевич, капитан, командир батальона 979-го стрелкового полка.
- Головкин, Алексей Иванович, старший краснофлотец, разведчик 346-й отдельной разведывательной роты.
- Ефимцев, Николай Михайлович, старший лейтенант, командир батареи 808-го артиллерийского полка.
- Заикин, Фёдор Михайлович, старший сержант, помощник командира взвода 346-й отдельной разведывательной роты.
- Колованов, Иван Васильевич, майор, командир батальона 981-го стрелкового полка.
- Кудимов, Павел Васильевич, старшина, командир взвода 979-го стрелкового полка.
- Лишаков, Григорий Иванович, старший краснофлотец, разведчик 346-й отдельной разведывательной роты.
- Муравьёв, Михаил Васильевич, младший лейтенант, командир батареи 327-го отдельного истребительно-противотанкового дивизиона.
- Мякотин, Иван Михайлович, лейтенант, парторг батальона 979-го стрелкового полка.
- Обухов, Евгений Михайлович, сержант, командир отделения 551-го отдельного сапёрного батальона.
- Ромин, Василий Александрович, подполковник, командующий артиллерией дивизии.
- Самарин, Михаил Андреевич, капитан, командир батальона 983-го стрелкового полка.
- Хромов, Иван Андреевич, старший сержант, парторг роты 983-го стрелкового полка.
- Чарков, Тимофей Никитович, младший лейтенант, командир роты 979-го стрелкового полка.
- Чистов, Николай Александрович, старшина, разведчик 346-й отдельной разведывательной роты.
- Чумаев, Григорий Иванович, старший сержант, командир отделения взвода пешей разведки 979-го стрелкового полка.

 Кавалеры ордена Славы трёх степеней.
- Богомолов, Василий Иванович, младший сержант, командир отделения противотанковых ружей 981 стрелкового полка.
- Бокарев, Иван Васильевич, младший сержант, командир отделения пешей разведки 979 стрелкового полка.
- Малышев, Валентин Александрович, старшина, старший разведчик штабной батареи 808 артиллерийского полка. Погиб в бою 2 мая 1945 года.
- Ральченко, Андрей Петрович, младший сержант, командир отделения разведки батареи 808 артиллерийского полка.
- Уткин, Михаил Васильевич, рядовой, вожатый военно-служебных собак 2 отдельного полка спецслужб.
- Ходус, Владимир Иванович, рядовой, разведчик 979 стрелкового полка.